# Phaeothamniales
Ordre
Les Phaeothamniales sont un ordre d’algues de l’embranchement des Ochrophyta et de la Classe des Phaeothamniophyceae.

## Liste des familles
Selon AlgaeBase (13 mars 2022) :
- Phaeothamniaceae Hansgirg, 1886

Selon World Register of Marine Species (13 mars 2022) :
- Phaeosaccionaceae
- Phaeothamniaceae Hansgirg, 1886